# Adhäsiolyse

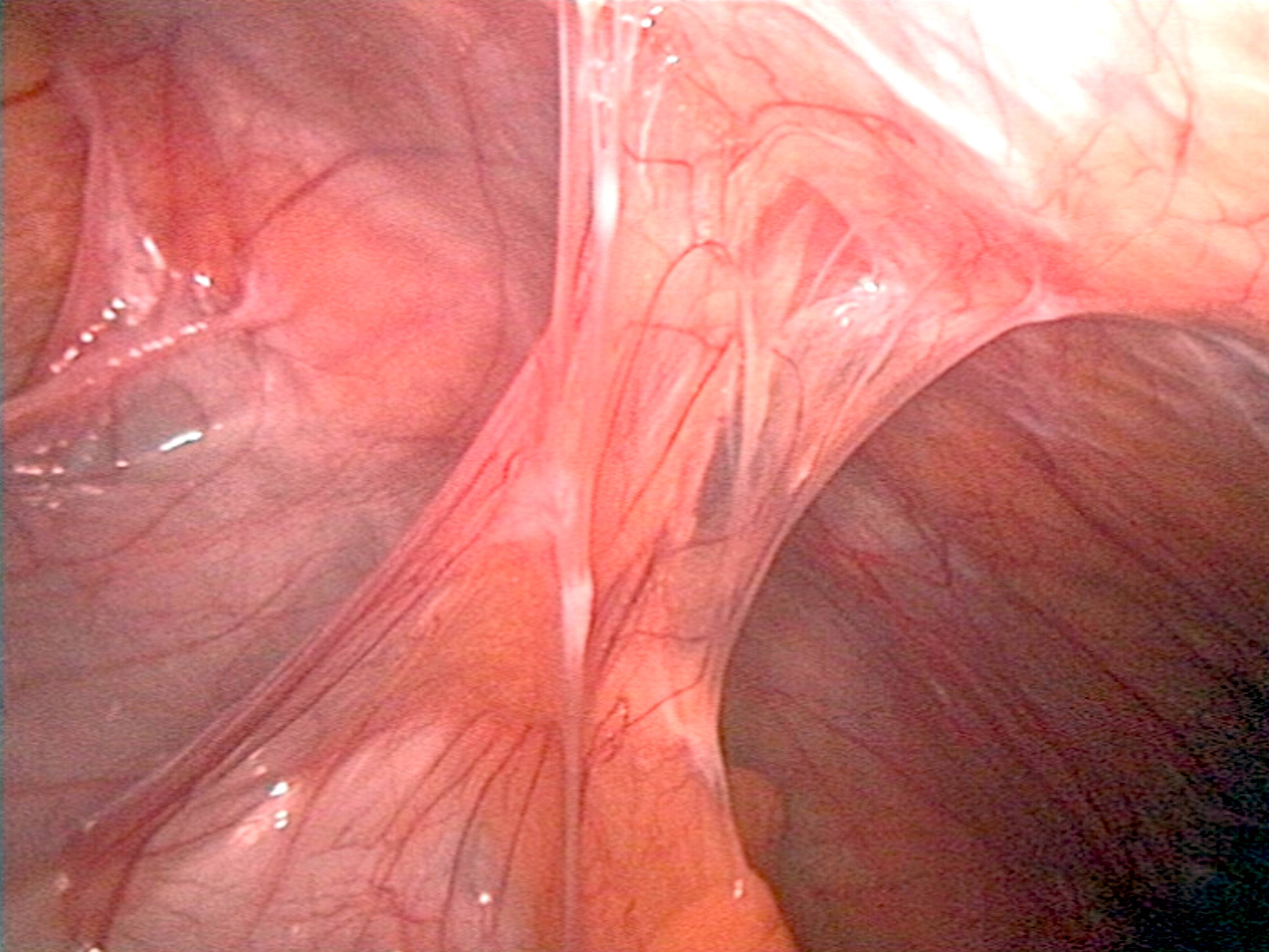
Adhaesionen nach Appendektomie

Die Adhäsiolyse ist ein operatives Lösen von Verwachsungen, meistens mittels einer Bauchspiegelung (Laparoskopie), um die durch die Adhäsionen verursachten Beschwerden und Funktionsstörungen zu beseitigen. Meistens wird eine Adhäsiolyse bei Verwachsungen im Bauchraum angewendet.
Das Lösen von Verwachsungen inner- und außerhalb eines Gelenks nennt man Arthrolyse, das Lösen einer Sehne aus ihren Verwachsungen nennt man Tenolyse.